# Léa Passion : Maîtresse d'école
Léa Passion : Maîtresse d'école (Imagine Teacher en anglais) est un jeu vidéo sorti en 2008 sur Nintendo DS. Il a été développé par Magic Pockets et édité par Ubisoft.

## Histoire

### Synopsis
Au début, il y a une nouvelle maîtresse, Léa, qui arrive dans son école. Et, très étonnée, elle se demande si cette école est toute neuve. Ensuite, le directeur arrive pour emmener Léa dans son nouveau bureau. En allant dans la classe, il y a quatre élèves (Nicolas, Marine, Jeremy et Louison). Et chaque semaine, elle reçoit un(e) élève.

### Personnages
- Léa : maîtresse
- Nicolas
- Jeremy : élève qui a toujours son ballon de football
- Louison : élève très bavarde
- Marine : élève qui aime lire
- Stella : élève qui veut devenir comme Léa
- Kevin : élève cancre
- Samia : élève très timide
- Monsieur le Maire

## Accueil
- IGN : 7,5/10[1]
- Jeuxvideo.com : 11/20[2]